# Aéroport de Kenge
L'aéroport de Kenge (code OACI : FZCS) est un aéroport de la province de Kwango dans la ville de Kenge en République démocratique du Congo. 

## Situation
| Bandundu Basango Mboliasa Bunia Gbadolite Gemena Goma Ilebo Kalemie Kananga Kikwit Kindu Kinshasa-Ndjili Kinshasa-N'Dolo Kisangani Kolwezi Lodja Lubumbashi Matari Matadi Mbandaka Mbuji Mayi Nioki Tshikapa Tshumbe |